# Težka voda
Der Težka voda (dt. Schwerenbach) ist ein rechter Nebenfluss der Gurk in Slowenien. 
Der Name des Gewässers leitet sich von seiner geringen Fließgeschwindigkeit ab, da das Gefälle zwischen Quelle und Einmündung in die Gurk nur knapp sieben Meter je Kilometer beträgt.

## Verlauf
Der Težka voda entspringt nördlich des Novo Mestoer Ortsteils Gornja Težka Voda. Der kleine Bach durchquert anschließend auf knapp sieben Kilometer Länge das Gorjanci-Gebirge in nordwestlicher Richtung, bei Črmošnjice pri Stopičah mündet die Klamfer ein. 
Ab der vormaligen Siedlung Gotna Vas, die mittlerweile Teil der Gesamtgemeinde ist, fließt der Bach durch Novo Mesto und passiert dabei das Revoz-Werk. Anschließend mündet das Gewässer in die Gurk.
Die mit 575 m längste Eisenbahnbrücke Sloweniens überquert einen Bach in Novo mesto. Die Brücke (eigentlich ein Viadukt) ist Teil eines Sackgassen-Industriegleises, das zum Unternehmen REVOZ führt. In der Nähe befindet sich Schloss Grm.

## Aktivitäten
Rund um das Gewässer gibt es verschiedenste Pflanzen- und Tierarten, die auf diversen Wanderwegen erkundet werden können.  
Das Flüsschen ist bei Fliegenfischern beliebt.